# إيرل جونسون (منافس ألعاب قوى)
إيرل جونسون (بالإنجليزية: Earl Johnson)‏ هو منافس ألعاب قوى أمريكي، ولد في 10 مارس 1891 في وودستوك في الولايات المتحدة، وتوفي في 1 نوفمبر 1965 في بيتسبرغ في الولايات المتحدة.

## وصلات خارجية
- إيرل جونسون على موقع أوليمبيديا (الإنجليزية)